# مارك داي (مونتير)
مارك داي (بالإنجليزية: Mark Day)‏ هو مونتير بريطاني، ولد في 4 أكتوبر 1978 في لندن في المملكة المتحدة.

## وصلات خارجية
- مارك داي على موقع IMDb (الإنجليزية)
- مارك داي على موقع ألو سيني (الفرنسية)
- مارك داي على موقع أول موفي (الإنجليزية)
- مارك داي على موقع قاعدة بيانات الأفلام السويدية (السويدية)
- مارك داي على موقع قاعدة بيانات الفيلم (الإنجليزية)
- مارك داي على موقع كينوبويسك (الروسية)
- مارك داي على موقع كينوبويسك (الروسية)